# Belleville-sur-Meuse
Belleville-sur-Meuse – miejscowość i gmina we Francji, w regionie Grand Est, w departamencie Moza.
Według danych na rok 1990 gminę zamieszkiwały 3163 osoby, a gęstość zaludnienia wynosiła 311 osób/km² (wśród 2335 gmin Lotaryngii Belleville-sur-Meuse plasuje się na 137. miejscu pod względem liczby ludności, natomiast pod względem powierzchni na miejscu 593.).